# Куфаловски манастир
„Свети Григорий Палама“ (на гръцки: Μονή Αγίου Γρηγορίου του Παλαμά) е женски православен манастир в солунското градче Куфалово (Куфалия), Егейска Македония, Гърция.
Манастирът е разположен на 2 km северозападно от Куфалово. По инициатива на митрополит Калиник Воденски в 1980 година на мястото на манастира е построена църква. В 1982 година официално е създаден манастирът и през ноември е интронизиран първият игумен и започва да функционира малко братство от 4 души. В същата 1982 година е положен основният камък на католикона, посветен на Григорий Палама.